# 河泊所
河泊所，元明清掌管河泊事務的衙門。

## 歷代沿革

### 元代[1]
- 安慶等處河泊所，提領、大使、副使各一員。
- 建康等處三湖河泊所，提領、大使、副使、相副官各一員。
- 池州等處河泊所，提領、大使、副使各一員。

### 明代[2]
河泊所官，掌收魚稅；洪武十五年定天下河泊所二百五十二處。河泊所惟大河以南有，河北只鹽山縣有。

### 清代[4]
河泊所大使一人。未入流。掌徵魚稅。